# Пентели
Пентели (на гръцки: Πεντέλη, Πεντελικόν, Πεντελικό Όρος) е планина в Атика, Същинска Гърция, разположена на североизток от Атина и на югозапад от Маратон. Най-високият връх се нарича Pyrgari, 1108 м. Склоновете са покрити с гори (между 60 и 70%) и се виждат от южна Атина. Мраморът, добиван от Пентели, е с много високо качество и е използван при строежа на атинския Акропол. В по-късни епохи пентелийски мрамор е изнасян към Рим, където е използван за строеж на сгради и скулптури.